# Lara Croft
Vous lisez un « bon article » labellisé en 2010.
Pour les articles homonymes, voir Lara et Croft.
Lara Croft est un personnage de fiction et la protagoniste de la série de jeux vidéo Tomb Raider et de sa série dérivée Lara Croft, dont la franchise appartient à Crystal Dynamics, et anciennement Eidos Interactive puis Square Enix. Lara Croft est présentée comme une archéologue belle, intelligente et athlétique, qui s'aventure de par le monde dans d'anciennes tombes ou ruines pleines de danger. Créé par Toby Gard alors qu'il travaille pour le développeur anglais Core Design, le personnage fait sa première apparition dans le jeu Tomb Raider, en 1996. Elle fait alors également des apparitions dans des suites de jeux vidéo, des adaptations imprimées, une mini-série d'animation, trois longs métrages, incarnée deux fois par Angelina Jolie puis plus récemment par Alicia Vikander, ainsi que dans des produits dérivés. Lara Croft est aussi utilisée dans des promotions de tierces parties, publicités télévisées et imprimées comprises, ainsi qu'en tant que porte-parole mannequin. La promotion du personnage inclut une marque de vêtements et d'accessoires, des figurines et des présentations effectuées par des mannequins.
C'est Core Design qui est à l'origine du développement du personnage et des séries. Inspiré par l'artiste pop Neneh Cherry et le personnage de comic Tank Girl, Gard conçoit Lara Croft comme réponse aux stéréotypes de personnages féminins. La compagnie modifie le personnage pour les titres suivants, apportant des améliorations graphiques et des ajouts au gameplay, comme de nouvelles manœuvres et de nouveaux items. De l'accueil très mitigé pour l'opus Tomb Raider : L'Ange des ténèbres de 2003 résulte un changement de développeur : la licence est remise à l'américain Crystal Dynamics. Le nouveau développeur reprend le personnage à zéro avec sa « nouvelle » série de jeux vidéo. Crystal Dynamics s'attache à rendre le personnage plus crédible et modifie ses proportions physiques ainsi que ses capacités d'interaction avec l'environnement du jeu. Lara Croft est doublée en français dans la série principale par Françoise Cadol jusqu'en 2013 puis par Alice David à partir du reboot. Pour autant, Françoise Cadol continue de doubler le personnage dans la série dérivée.
La critique voit dans Lara Croft un personnage important du jeu vidéo dans la culture populaire. En 2006, elle reçoit une étoile dans le Walk of Game et est également reconnue « héroïne humaine de jeu vidéo ayant le mieux réussi » par le livre Guinness des records,. Les débuts du personnage sont très bien reçus dans le monde du jeu vidéo, mais sa popularité décline peu à peu jusqu'au redémarrage de la série en 2006. Lara Croft est aussi considérée comme un sex-symbol, l'un des premiers dans cette branche. L'influence exercée par le personnage sur le monde du jeu vidéo est discutée par les critiques.

## Description

### Apparence
Lara Croft est une jeune femme athlétique. Ses yeux sont marron, comme ses cheveux qui sont fréquemment coiffés en tresse ou en queue-de-cheval. Traditionnellement, elle s'habille d'un body turquoise sans manches, d'un short court marron, de Rangers et de chaussettes blanches. Son équipement comporte aussi des mitaines, un sac à dos, un holster noir et deux pistolets. Dans les suites du jeu vidéo apparaissent de nouveaux vêtements créés pour des environnements différents, qu'ils soient par exemple subaquatiques ou de grand froid. Lara Croft porte un haut court dans les jeux suivants et des variations sur ce thème, comme un pantalon de camouflage et une brassière noire,.
Dans la série depuis 2012 de Square Enix, Lara Croft est plus jeune, a 21 ans, et retrouve des proportions plus naturelles. Elle a maintenant les yeux noisette et porte un pantalon cargo marron. Elle porte un collier vert, son premier trésor trouvé quand elle n'avait que cinq ans. Ses armes se sont diversifiées et au fur et à mesure du jeu elle manie un arc, un pistolet, une mitrailleuse, un fusil à pompe et un lance-grenades, le tout de plus en plus sophistiqué. Elle utilise également un piolet comme arme ou pour escalader des parois abruptes et forcer des portes. Elle reste néanmoins athlétique avec le même type de coiffure qu'auparavant et porte toujours des Rangers et un haut bleu sans manches.

### Incarnations
Eidos emploie plusieurs modèles pour représenter Lara Croft dans des événements publicitaires ou promotionnels, des salons de jeu ou des séances de photo,. Nathalie Cook est le premier modèle incarnant le personnage de 1996 à 1997. Cook est ensuite remplacée par l'actrice Rhona Mitra en 1997, devenant sans doute la plus populaire des incarnations du personnage, qui lui prête sa voix pour l'album Come Alive avant d'être pressentie pour tenir le rôle au cinéma[réf. souhaitée]. Eidos en profite pour mettre à jour le costume du mannequin afin de le faire encore plus ressembler à l'héroïne du jeu vidéo. À l'Electronic Entertainment Expo de 1998, Nell McAndrew est choisie à son tour pour endosser le rôle ; elle représente Lara Croft de 1998 à 1999 avant qu'Eidos ne la renvoie pour avoir posé dans Playboy. Même si Nell McAndrew n'était pas représentée en Lara Croft, le magazine avait utilisé la franchise Tomb Raider pour promouvoir le numéro concerné sans l'approbation d'Eidos. Core Design, développeur des premiers Tomb Raider pose une injonction contre le magazine pour protéger l'image du personnage. Plus tard, Eidos donne le costume de McAndrew à une vente aux enchères de l'Unicef.
En 1999, McAndrew cède la place à Lara Weller. Suivent Lucy Clarkson de 2000 à 2002 et Jill de Jong qui porte un costume basé sur la nouvelle apparence de Lara Croft dans L'Ange des Ténèbres de 2002 à 2004. Karima Adebibe devient la doublure officielle de 2006 à 2008, ses vêtements étant inspirés de ses habits basé sur la nouvelle version de Lara Croft dans Legend. Elle est le premier modèle d'Eidos autorisé à parler en tant que Lara Croft en dehors des séances photos et des conventions. Pour préparer ce rôle, Adebibe s'entraîne dans les domaines où le personnage excelle comme le combat, la conduite à moto et l'élocution. Alison Carroll succède à Adebibe en 2008 ; ses vêtements s'inspirent de ceux que porte Lara dans Underworld. Tout comme Adebibe, Caroll reçoit plusieurs entraînements pour interpréter le rôle : une première formation de survie chez les SAS, une deuxième consacré aux armes et une dernière en archéologie.
En 2018, dans le dernier remake de Tomb Raider, c'est l'actrice suédoise Alicia Vikander qui incarne une Lara Croft plus jeune à l'image du reboot de la saga jeux vidéo. Le nombre de modèles représentant Lara Croft a poussé le Livre Guinness des records à attribuer à l'héroïne le record officiel de « personnage le plus doublé » en 2008. En 2021, une suite de ce film, intitulée Tomb Raider 2, dont la protagoniste est toujours incarnée Alicia Vikander, est annoncée,.

## Histoire fictive
Lara apparaît en tout premier lieu dans la série de jeux vidéo Tomb Raider produite par Eidos Interactive (racheté par Square Enix en 2009). Les jeux d'action-aventure présentent de façon générale un protagoniste voyageant dans le monde à la recherche d'objets rares et de mystérieux artefacts. C'est une règle à laquelle Lara ne déroge pas, puisqu'elle est une archéologue fascinée par les civilisations anciennes et avide de découvertes. Dans la plupart de ses aventures, elle est amenée à retrouver une relique perdue et à affronter diverses organisations (mafias, firmes aux activités illicites) qui cherchent à détourner l'objet en question à des fins de domination mondiale.
Néanmoins, en fonction des différents médias dans lesquels elle est apparue ou de la vision des différents développeurs, auteurs et réalisateurs qui l'ont mise en scène, la biographie de Lara Croft se modifie. De fait, dans les premiers jeux de la série développés par Core Design, le personnage de Lara restait assez mystérieux. Les seuls éléments de biographie à son sujet se trouvaient surtout dans les manuels de jeu et sur les différents sites officiels liés à la série. Du fait de l'absence de réelle biographie officielle, les comics, romans et films dérivés mettaient chacun en scène des Lara aux biographies contradictoires. À partir de Tomb Raider: Legend, parallèlement à la reprise du développement de la série par le studio Crystal Dynamics, Lara a été pourvue d'une biographie officielle, tentant de faire la synthèse de toutes les biographies officieuses parues jusqu'alors. Néanmoins, le jeu Tomb Raider sorti en 2013 constitue un reboot complet de la série, et reprend à zéro l'histoire du personnage, qui se voit donc doté d'une toute nouvelle biographie officielle.

### Ère Core Design

#### Jeunesse et famille
Les manuels de jeu ainsi que les sites officiels décrivent Lara comme une Anglaise née à Wimbledon, Londres. Elle est la fille d'un noble anglais, Lord Richard Croft. Elle a été élevée comme une aristocrate et fiancée à un riche héritier (alors que dans la version Anglaise, elle s'est fiancée à la fortune). Elle fut éduquée dans l'internat écossais de Gordonstoun et, plus tard, dans un pensionnat de jeunes filles. À l'âge de 16 ans, elle organise avec un archéologue de renommée internationale, Werner Von Croy, une expédition au Cambodge. Celle-ci se termine mal (Von Croy est blessé à la jambe et en garde des séquelles à vie) mais contribue à la fascination de Lara pour l'exploration de ruines perdues. À l'issue de ses études, elle devient diplômée d'archéologie.
Cependant, à l'âge de 21 ans, un accident d'avion dont elle est la seule survivante la fait errer dans l'Himalaya durant deux semaines, avant de regagner la civilisation. L'expérience change sa vie profondément, et la pousse à courir l'aventure à travers le monde, fuyant la vie que l'on a tracée pour elle. Peu soucieuse de sa fortune, Lara Croft finance ses expéditions principalement en publiant des guides et des ouvrages relatant ses exploits de pilleuse de tombes,. C'est ici que commence la saga proprement dite. Dans les jeux, Lara Croft est en effet déjà une archéologue aguerrie et renommée, et vit dans l'un des somptueux manoirs appartenant à sa famille (Le Manoir des Croft, à Londres). Contrairement aux changements effectués dans les autres biographies du personnage, les parents de Lara sont bel et bien en vie dans les jeux de l'ère Core Design, et ils apparaissent d'ailleurs dans l'introduction de Tomb Raider : Sur les traces de Lara Croft.

#### Épisodes sur consoles de salon
Lara Croft fait sa première apparition dans Tomb Raider, sorti en 1996 sur PlayStation, dans lequel elle est en compétition avec Jacqueline Natla, déesse atlante déchue. Au départ, cette dernière voulait que Lara retrouve un des trois fragments du Scion de l'Atlantide, pour elle, une fois son bien trouvé, Lara se fait attaquer par un des sbires de Natla pour lui voler le fragment et l'éliminer. Lara réalise alors l'importance de l'objet et se met en tête de trouver les fragments manquant pour empêcher Natla de l'utiliser à mauvais escient. Dans Tomb Raider II, Lara Croft se centre sur la recherche de la dague de Xian. Quiconque se plante la dague dans le cœur se verra transformer en un géant dragon. Durant sa recherche, Lara rencontre la mafia italienne, qui cherche également la Dague et, contrairement à elle, ils n'ont pas l'intention de se contenter de l'exposer... Tomb Raider III se concentre sur la récolte de fragments d'une météorite tombée il y a plusieurs milliers d'années sur terre qui donneraient des pouvoirs surnaturels aux humains. Lara était en expédition en Inde pour récupérer un de ces fragments, mais elle découvrit qu'il y avait plus d'un fragment sur terre grâce au Dr Mark Willard, qui la chargea de trouver ces autres fragments dans le reste du monde.
Tomb Raider : The Last Revelation est la première occasion d'en apprendre davantage sur le passé de Lara, puisqu'il présente dans les deux premiers niveaux l'épisode du Cambodge au cours duquel la jeune Lara Croft accompagne son mentor Werner Von Croy. Durant le reste du jeu, Lara doit parcourir toute l’Égypte pour empêcher le dieu Seth, qu'elle a libéré par mégarde en récupérant un artefact, de dominer le monde. Von Croy resurgit du passé en tant qu'antagoniste de Lara. À la fin du jeu, une fois Seth emprisonné, Lara finit ensevelie sous un temple, où elle est laissée pour morte.
La quasi-totalité de Tomb Raider Chronicles se concentre sur des aventures narrées via flashbacks, qui mettent en scène des personnages déjà rencontrés dans les jeux précédents, comme Von Croy, notamment. Ce dernier, en parallèle de l'aventure, recherche le corps de Lara en Égypte : à la fin du jeu, il ne retrouve que son sac, laissant penser qu'elle a réussi à s'échapper et qu'elle est toujours en vie.
Lara est pourtant bel et bien vivante. Dans Tomb Raider : L'Ange des ténèbres, elle revient quelques années après l'accident en Égypte, à Paris, dans l'appartement de Werner, qui semble inquiet par un contrat signé avec un client. Peu après, Lara s'évanouit et à son réveil, Von Croy est mort et les mains de Lara sont pleines de sang. Accusée du meurtre de son ancien mentor, elle se lance alors dans une aventure qui la confrontera à une secte appelée la Coterie, et à son chef Pieter Von Eckhardt. La Coterie cherche en fait à ressusciter la race perdue des Nephilims. Au cours de son aventure, Lara rencontre le personnage de Kurtis Trent. L'Ange des ténèbres devait en effet constituer le point de départ d'une trilogie qui aurait poursuivi la quête contre les Nephilims et levé le voile sur les événements survenus après l'effondrement du temple en Égypte. Mais les critiques et les mauvaises ventes du jeu conduisirent l'éditeur Eidos Interactive à transférer le développement du jeu au studio Crystal Dynamics, qui décida de redémarrer une nouvelle intrigue. Cependant, les équipes de Core Design avaient bel et bien écrit le scénario de « l'après Égypte » : Lara a en fait été recueillie par une tribu nord-africaine, et notamment par une shamane du nom de Putaï. À son retour en Angleterre, elle est restée cloitrée chez elle, traumatisée par son accident et refusant de sortir. La visite de Von Croy à Paris qui ouvre L'Ange des ténèbres est donc, de fait, la première sortie de Lara depuis son retour d'Égypte.

#### Épisodes sur Game Boy
Le premier jeu disponible sur consoles portables, simplement intitulé Tomb Raider, est publié en 2000 sur Game Boy Color, et se centre sur la recherche de Lara Croft pour la Pierre du Cauchemar. Un second opus Game Boy Color, Tomb Raider : La Malédiction de l'épée, est quant à lui publié en 2001, et montre une Lara Croft maudite faisant face à un culte. Le jeu de console suivant, Tomb Raider : La Prophétie, est publiée sur Game Boy Advance en 2002. L'histoire se concentre sur trois pierres magiques. Le scénario des jeux sur Game Boy n'est probablement pas canonique dans la continuité de l'histoire de Lara, mais s'il l'est, il se déroule nécessairement avant La Révélation finale, puisque Lara y est laissée pour morte et qu'elle ne retournera pas à l'aventure avant L'Ange des ténèbres.
Sa biographie fut changée plus tard pour inclure sa mère dans le crash de l'avion. Alors qu'elle était en train de chercher un abri pour se protéger du froid, Lara Croft est témoin de la disparition de sa mère après qu'elle a touché une épée ancienne. Son père disparut dans la recherche de son épouse,.

### Ère Crystal Dynamics
Eidos remet à zéro la série en 2006 avec Tomb Raider: Legend, qui se concentre sur la quête de Lara Croft pour Excalibur et sa mère. Legend modifie la biographie du personnage pour l'adapter au jeu. Tomb Raider: Anniversary, un remake de 2007 du premier jeu de la série, reprend des éléments graphiques de Legend. Tomb Raider: Underworld, publié en 2008, continue l'intrigue introduite dans Legend. L'histoire se centre sur la recherche de Lara Croft : des informations sur la disparition de sa mère. Durant ses péripéties, elle apprend l'existence du marteau de Thor, Mjöllnir,.
Dans le reboot de 2013, le jeu reprend à la première expédition de Lara. Ce jeu est principalement basé sur la survie et les tentatives de fuite sur l'île antique où s'est échoué le navire de l'expédition à laquelle elle participe. Elle recherchait un royaume perdu mais se retrouve sur une île peuplée de naufragés fanatiques. Dans cette version, toute la biographie du personnage est transformée. Toujours fille Lord Henshingly Croft, archéologue de son état, elle suivait ses parents dans leurs expéditions. C'est lors d'une de ces expéditions que ses parents disparurent, sûrement décédés. Elle fut confiée au capitaine Conrad Roth, proche ami de son père. Elle fit ses études avec sa meilleure amie Samantha Nishimura, à L'University College of London qu'elle tint à payer elle-même en travaillant plutôt qu'en se servant dans son riche héritage. Elle rêve d'aventure et d'archéologie ce qui la pousse à s'embarquer sur l'Endurance, un bateau de recherche archéologique, avec Sam.

### Adaptations cinématographiques

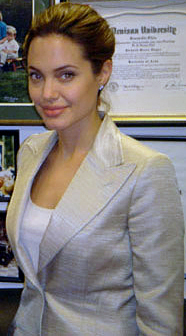
L'actrice Angelina Jolie a considéré le rôle de Lara Croft comme une « grande responsabilité », citant les importantes espérances des fans.

Paramount Pictures acquiert les droits du film Tomb Raider en 1998. Lloyd Levin, producteur, indique que les « décideurs » du film ont essayé de capturer l'essence des éléments du jeu vidéo plutôt que de coller à la source coûte que coûte. Ainsi, dans les six premiers jeux, l'on sait que les parents de Lara Croft sont en vie même s'ils ne sont jamais rencontrés ; dans les films, à l'inverse, sa mère serait morte dans un crash d'avion et son père aurait disparu au Cambodge.
Reconnaissant l'énorme popularité du personnage et son apparence très facilement identifiable, le réalisateur Simon West recherche une actrice possédant des capacités et des caractéristiques physiques similaires à celles de Lara Croft. Paramount reçoit également des idées de Core Design sur le casting. Des rumeurs courent selon lesquelles les actrices Rhona Mitra, l'incarnation officielle du personnage pour la promotion de Tomb Raider II, Pamela Anderson, Demi Moore ou Jeri Ryan auraient pu jouer Lara Croft.
Angelina Jolie est finalement choisie pour incarner Lara Croft, pressentie par le producteur Lawrence Gordon. Elle n'est pas fan du personnage mais considère le rôle comme d'une « grande responsabilité »,. Concernant son physique, elle remarque que les proportions de l'héroïne sont irréalistes ; elle les compense par un soutien-gorge rembourré. Angelina Jolie s'entraîne rigoureusement pour les scènes d'action qu'implique le rôle, se blessant parfois. Son entraînement se concentre sur la pratique des compétences physiques nécessaires pour réaliser les cascades du film. La difficulté de l'entraînement et les blessures la découragent à plusieurs reprises mais elle continue de travailler avec la production. Elle rencontre également des difficultés avec l'utilisation des pistolets, le saut à l'élastique et même sa propre tresse lors de ses déplacements. West n'avait pas anticipé le fait qu'Angelina Jolie fasse ses propres cascades et est surpris de ses performances, tout comme Simon Crane, coordinateur de cascades,.
Le premier film, Lara Croft: Tomb Raider, paraît en 2001. Il suit la trace de Lara Croft quand elle rencontre les Illuminati, un groupe cherchant une relique capable de contrôler le temps.
Angelina Jolie reprend également son rôle pour une suite, Lara Croft : Tomb Raider, le berceau de la vie, dans lequel Lara Croft recherche la boîte de Pandore en compétition avec un syndicat du crime chinois. Dirigé par Jan de Bont, le film se concentre plus sur l'évolution du personnage. De Bont admire la compréhension du personnage par l'actrice, aussi bien que celle de ses aptitudes physiques, disant qu'il « déteste les femmes en détresse ». Levin fait remarquer que l'équipe du film a essayé d'aborder le personnage correctement et consulte les développeurs du jeu vidéo à propos.
Malgré le mauvais accueil du second film, Paramount annonce vouloir sortir un troisième film,. En 2007, Angelina Jolie est sélectionnée pour jouer de nouveau le personnage,. Ce film, produit par Dan Lin, est annoncé en 2009. Cependant, une nouvelle actrice est cherchée pour jouer le personnage principal. Lin veut en effet redémarrer la série de films avec une jeune Lara Croft dans une histoire basée sur ses débuts,.

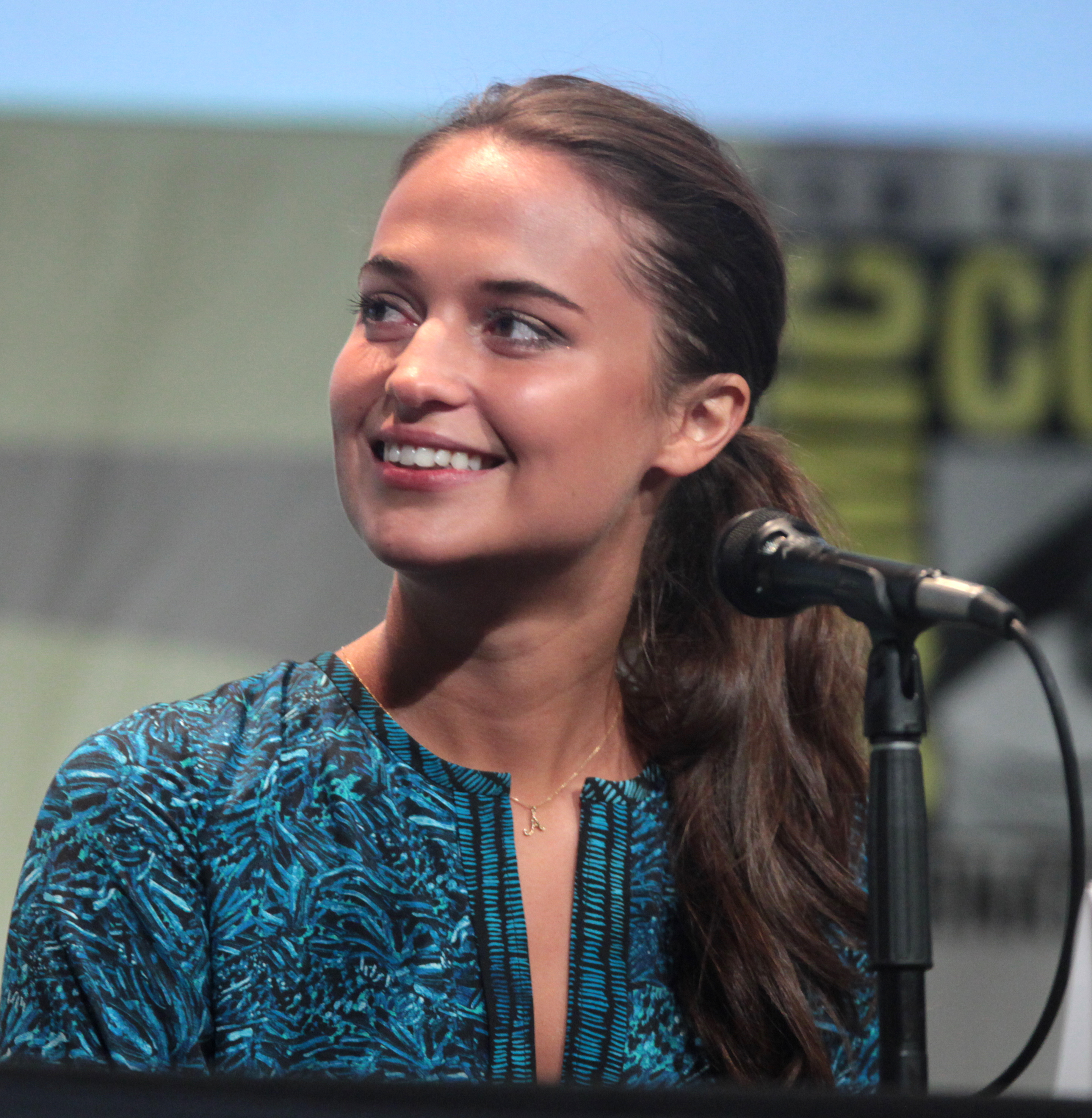
L'actrice Alicia Vikander, interprète Lara Croft dans le reboot de la franchise au cinéma.

En 2016, GK Films relance le reboot de la franchise au cinéma en association avec les studios MGM et Warner Bros. Après des rumeurs annonçant la sélection de l'actrice Daisy Ridley et la demande des fans de voir le personnage interprété par Camilla Luddington, la doubleuse du personnage depuis le reboot, c'est finalement l'actrice suédoise Alicia Vikander qui est choisie pour jouer le rôle de Lara Croft. Le film est réalisé par Roar Uthaug et sort en 2018, il se base sur le reboot de la franchise vidéoludique.

### Dans les autres adaptations
À partir de 1997, le personnage apparaît régulièrement dans les comics de Top Cow Productions. Lara Croft apparaît dans un cross-over de Witchblade avec Sara Pezzini, et plus tard dans sa propre série de comic, en 1999. La série commence avec Dan Jurgens comme scénariste, et avec Andy Park et Jon Sibal comme dessinateurs. La série n'était pas liée aux jeux vidéo avant la sortie du 32e comic, qui adapte L'ange des ténèbres. La série publie cinquante épisodes, ajoutés aux sorties spéciales. Les autres adaptations écrites sont Lara Croft : L'amulette du pouvoir, un roman écrit par Mike Resnick en 2003, et Lara Croft : L'homme de bronze, un roman écrit en 2004 par James Alan Gardner,. GameTap diffuse Revisioned: Tomb Raider en 2007 via la section télévisée de son site Internet. La web-série est une collection de dix courts dessins animés qui présente la version re-imaginée de Lara Croft par des animateurs spécialistes, des artistes de comic, et des écrivains, comme Jim Lee, Warren Ellis et Peter Chung,. L'actrice Minnie Driver a doublé Lara Croft dans la version originale. L'équipe de création a eu une liberté considérable pour réinterpréter le personnage ; ils n'ont pas consulté les designers du jeu vidéo, mais ont reçu un guide listant les pratiques acceptables et inacceptables,. Le personnage a également fait des caméos dans Shadow Warrior et Hitman 2: Silent Assassin.
Dans Fortnite Battle Royale, Lara Croft peut être obtenue dans le Passe de combat de la saison 6 du chapitre 2.

## Création et évolution

### Conception avec Core Design
Core Design a créé Lara Croft comme personnage principal de son jeu vidéo Tomb Raider, dont le développement commence en 1993. Le graphiste en chef Toby Gard a travaillé sur cinq prototypes différents avant d'arriver à l'apparence définitive du personnage. Il avait initialement envisagé un personnage principal masculin, avec un fouet et un chapeau. Le cofondateur de Core Design, Jeremy Smith, a estimé que ledit personnage était un simple dérivé d'Indiana Jones, et a demandé plus d'originalité. Gard décida alors qu'un personnage féminin aurait plus d'impact. Il a imposé son désir d'aller à l'encontre des personnages féminins stéréotypés, les habituelles « bimbos » et « dominatrices ». Smith restait sceptique sur le fait qu'une femme puisse tenir le rôle principal. Peu de jeux contemporains avaient retenu cette option jusqu'alors. Mais finalement, il a accepté l'idée de Gard,. Inspiré par l'artiste pop Neneh Cherry et le personnage de comic Tank Girl, Gard tenta différentes esquisses, allant d'une femme musclée à une militante à l'aspect nazi,. Il se fixa sur l'idée d'une coriace Sud-américaine avec une tresse, nommée Laura Cruz. La direction d'Eidos préférait un nom plus acceptable au Royaume-Uni, et a choisi Lara Croft, un nom trouvé dans l'annuaire,. Avec la modification du nom, l'histoire du personnage a également été changée pour lui donner une origine britannique,.
Une des préoccupations de Gard était d'animer le personnage de manière réaliste, à contre-courant de la tendance de l'industrie en ce temps-là. Il a alors sacrifié les animations rapides au profit de mouvements réalistes, pensant que les joueurs apprécieraient davantage le personnage,. Dans le premier Tomb Raider, le modèle du personnage en trois dimensions de Lara Croft est constitué d'environ 230 polygones. Les limites graphiques de l'époque imposèrent de sacrifier la tresse du personnage ; elle fut ajoutée pour les suites. Pendant qu'il était en train d'ajuster le modèle, Gard augmenta accidentellement les dimensions de la poitrine du personnage de 150 %. Après avoir vu l'augmentation, le reste de l'équipe eut un débat sur l'opportunité de garder le changement,. Core Design employa Shelley Blond pour doubler Lara Croft (dans la version anglophone) après l'entrée du jeu dans la phase bêta du développement. Gard quitte Core Design après avoir fini Tomb Raider, dénonçant un manque de liberté créative et le contrôle omniprésent du marketing sur les idées qu'il avait développées (spécialement Lara Croft),,.
Core Design a amélioré et modifié le personnage à chaque épisode,. Les développeurs de Tomb Raider II ont augmenté le nombre de polygones du modèle du personnage et ajouté des courbes plus réalistes à son apparence,. D'autres changements ont inclus des nouveaux vêtements et manœuvres. Core Design avait planifié de permettre au personnage de ramper comme nouvelle option, mais l'idée n'avait pas abouti jusqu'à l'opus Tomb Raider III. L'actrice Judith Gibbins reprit la responsabilité du doublage et le conserva jusqu'à Tomb Raider III. Dans le troisième jeu, les développeurs ont à nouveau augmenté le nombre de polygones du modèle 3D de Lara Croft à environ 300, et ont introduit plus de possibilités dans le gameplay,. Pour Tomb Raider : La révélation finale, les développeurs voulaient réintroduire le personnage aux joueurs et ont placé un passage avec une Lara Croft beaucoup plus jeune. Core Design a amélioré les mouvements du personnage pour admettre plus d'interactions avec l'environnement, comme marcher sur des cordes ou ouvrir à coup de pied une porte. Le modèle du personnage a été modifié pour des proportions plus réalistes, et Jonell Elliott a remis à son poste Gibbins comme voix de Lara Croft,. Au début du développement, l'équipe avait senti que Core Design avait épuisé toute sa créativité. Sentant que la série manquait d'innovation, Core Design décida de tuer le personnage, et ont fait Lara Croft se piéger dans un fontis dans la scène finale du jeu.
L'opus suivant Tomb Raider : Sur les traces de Lara Croft décrit le passé de Lara Croft via les flashbacks de ses amis. Le jeu introduit des attaques furtives, qui ont pu conduire au jeu suivant, Tomb Raider : L'Ange des Ténèbres. Pendant que l'équipe de développement originale travaillait sur le cinquième opus, Core Design attribua à une nouvelle équipe de développer L'Ange des Ténèbres pour PlayStation 2. Anticipant les changements innovateurs de la prochaine génération de consoles, Adrian Smith, cofondateur de Core Design, voulait réinventer le personnage pour garder le rythme avec la technologie sans cesse améliorée. Core Design a conduit la recherche de marché, incluant les sondages de fans, pour aider le développement de L'Ange des Ténèbres. L'équipe de développement avait senti qu'ils ne pouvaient pas modifier le personnage, et décidèrent à la place d'opter pour une situation différent des jeux précédents. La PlayStation 2 permettait plus de manœuvres et un modèle de personnage plus détaillé ; le nombre de polygones du modèle de Lara Croft allant jusqu'à 4400,. L'équipe cherchait à ajouter plus de combats à mains nues pour présenter Lara Croft comme une combattante hors pair dans sa biographie. Le contrôle du mouvement est passé d'un pad directionnel à un stick de contrôle analogique pour améliorer la précision. Après que l'équipe originale a fini Sur les Traces de Lara Croft, elle se joignit au développement de L'Ange des Ténèbres. Un contenu excessif, le dépassement du délai, et la volonté d'Eidos de faire coïncider la sortie du jeu avec le film Tomb Raider de 2003 ont fait résulter un jeu pauvrement conçu ; Lara Croft a été ramenée à la vie sans explication et avec un manque de précision pour contrôler le personnage,.

### Modernisation avec Crystal Dynamics

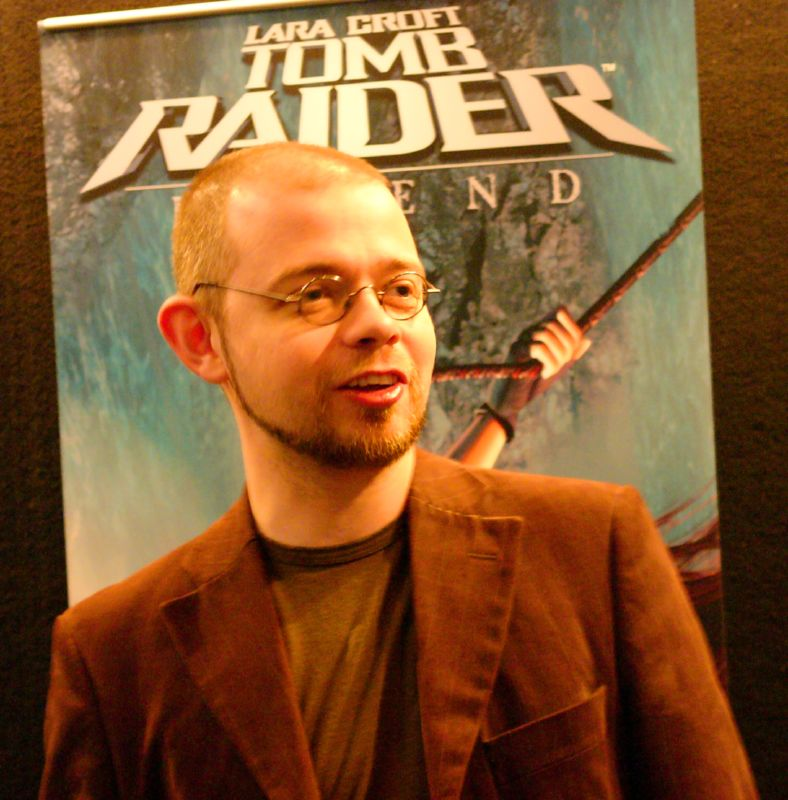
Toby Gard, le designer de Lara Croft, a quitté Core Design en 1997, mais a accepté de travailler avec Crystal Dynamics comme consultant.

L'Ange des Ténèbres est mal reçu par la critique, incitant Eidos — craignant des troubles financiers d'un autre jeu sans succès — à confier le développement des futurs titres à Crystal Dynamics,. L'équipe de développement de la série Legacy of Kain commence à travailler sur un nouveau titre, Tomb Raider: Legend, et Toby Gard accepte de coopérer en tant que consultant,. L'équipe a reconsidéré la valeur de la marque de la franchise ainsi que celle du protagoniste. Chip Blundell, le vice-président de l'image de marque d'Eidos, a souligné le fait que les designers avaient compris que les fans voyaient le personnage et la marque comme les leurs, plutôt qu'appartenant à Eidos. Avec cette priorité, l'équipe réorganise alors la franchise et le personnage, dans le but de mettre l'accent sur les aspects du jeu original,. L'histoire amorcée pour une trilogie, partant de L'Ange des Ténèbres, fut abandonnée, et une nouvelle intrigue fut créée pour Legend.
Crystal Dynamics s'est focalisé sur la crédibilité plutôt que sur le réalisme pour développer à nouveau le personnage, donnant des décisions sur la question « Que pourrait faire Lara ? », et proposant plus de liberté à ses actions. L'équipe a amélioré les mouvements de Lara Croft, les rendant plus fluides et en continuité. Les animations ont également été modernisées, de telle sorte que le personnage puisse mieux interagir avec les objets de l'environnement. Les développeurs ont introduit une caractéristique qui change la peau et les habits du personnage, les rendant mouillés après avoir nagé ou sales après une roulade sur le sol,. Répondant aux critiques dirigées envers le contrôle du personnage dans L'Ange des ténèbres, Crystal Dynamics a modifié le contrôle du « squelette » de Lara Croft pour en faire la meilleure expérience de jeu de tir objectif. Les développeurs ont aussi introduit des manœuvres de Close-quarters combat. Crystal Dynamics a mis à jour le modèle du personnage pour ajouter plus de réalisme, mais a retenu son design caricaturé,. Le compte des polygones a bondi jusqu'à plus de 9800, et plus d'attention a été mise en place pour la synchronisation des lèvres du personnage, ainsi que pour ses expressions faciales, pour permettre des réactions dynamiques aux événements in-game. Pendant la refonte de l'apparence du personnage, Crystal Dynamics a amélioré les coiffures, la garde-robe et les accessoires de Lara Croft. Son haut a été remplacé par un T-shirt en V, et son corps est devenu plus musclé ; sa tresse a été mise à l'écart, au profit d'une queue de cheval,,.
Crystal Dynamics a conservé les changements effectués dans Legend pour le jeu Tomb Raider: Anniversary, un remake du premier opus ; la firme a réalisé quelques modifications mineures (comme sur les détails du modèle du personnage),. Pendant le renouvellement du jeu original, les designers avait pour but de représenter des émotions plus profondes. Crystal Dynamics s'est concentré sur le désir du personnage de réussir son but personnel, arrivant au point culminant où elle doit tuer un des antagonistes. L'équipe a utilisé cette mort pour montrer la culpabilité de Lara Croft après le meurtre, et pour indiquer que tuer une personne est un choix difficile.
Tomb Raider : Underworld suit l'intrigue commencée dans Legend. Crystal Dynamics a usé des nouvelles technologies pour améliorer le personnage à la faveur des consoles de septième génération, qui permettent des graphismes plus réalistes. L'accumulation de poussières et le mouillage des vêtements a été altéré pour être en temps réel, et évoluer dans l'environnement du jeu entier,,. Pour afficher une apparence plus naturelle, les développeurs ont ajouté des harmoniques sphériques qui fournissent un éclairage indirect dans les objets du jeu, comme Lara Croft. Le modèle du personnage a été plus complexe et détaillé que les précédents, et a utilisé une animation de squelette pour représenter des mouvements crédibles. Les développeurs ont également amélioré le modèle facial de Lara Croft en augmentant le nombre de polygones, d'os utilisés dans l'animation de squelette, et de shaders graphiques sur le visage pour ajouter plus de détails et de capacités d'expression. Pour ajouter au réalisme, les cheveux ont été créés à partir d'une simulation d'une étoffe en temps réel, mais ils restent tirés en arrière, pour éviter qu'ils ne volent autour de Lara Croft pendant des manœuvres dangereuses. La taille du corps du personnage a été augmentée et celle de la poitrine réduite pour présenter des proportions plus réalistes.
Les développeurs ont tenté de redéfinir les actions de Lara Croft en se demandant quelles seraient les capacités du personnage selon eux. Alors que les jeux précédents utilisaient des mouvements du personnage animés à la main, Underworld a introduit une animation basée sur la capture de mouvement pour une représentation plus fluide, réaliste des mouvements et des expressions faciales,,. La cascadeuse et médaillée d'or olympique Heidi Moneymaker a été l'actrice de la capture de mouvement, et a conseillé les designers sur lesdits mouvements. Des animateurs ont ajusté et fusionné les animations enregistrées pour créer des transitions uniformes entre les mouvements séparés et les combinaisons simultanées,. Les fusions et les animations additionnelles donnaient des mouvements plus flexibles au personnage. Des actions ont été imbriquées pour permettre le multitâche, comme tirer sur deux cibles séparées avec une main tandis que l'autre tient un objet dans l'environnement,. D'autres ajouts ont été inclus pour les combats rapprochés, comme des attaques contextuelles et des manœuvres d'escalade,. Crystal Dynamics a souhaité faire en sorte que l'apparence visuelle du personnage reste identique de la Xbox 360 à la PlayStation 3, bien que les systèmes utilisent des différentes techniques.

## Promotion et marchandisage
La branche allemande d'Eidos et l'agence KMF se sont occupés du marketing de Lara Croft. Le manager de la publicité d'Eidos David Burton a supervisé le travail du marketing, qui a voulu présenter le personnage comme attrayant et plaisant. Cependant, des interactions avec la presse, spécialement en Europe, ont résulté des images promotionnelles avec un personnage moins vêtu. Ian Livingstone, le directeur de l'acquisition des produits d'Eidos, a expliqué que la compagnie déclinait la plupart des propositions de marchandisage. Il a affirmé qu'Eidos se concentrait principalement sur le développement du jeu, et s'occupait de la promotion en second lieu,.
Lara Croft est apparue sur les couvertures de multiples magazines de jeux vidéo,,,. Le personnage est également apparu dans des publications de magazines sans lien avec les jeux, comme le magazine britannique The Face, les journaux américains Time et Newsweek, le magazine allemand Focus, et dans le titre du journal britannique Financial Times,,,. Eidos a fait de la publicité sur le personnage à des publicités de tierce partie, incluant Visa, les boissons Lucozade, G4 TV, le magazine Brigitte, et les automobiles Seat,,,,. L'équipe de Retro Gamers a attribué un statut d'emblème à Lara Croft dans l'entreprise Lucozade, définissant leur publicité avec le personnage comme une des plus mémorables pour utiliser les éléments de jeux vidéo. Des publicités sont apparues sur les côtés des bus à impériale et des murs des stations de métro. Dans le clip vidéo de 1998 du groupe punk allemand Die Ärzte de la chanson Männer sind Schweine figure également Lara Croft. Des groupes de musique ont dédicacé des chansons à ce personnage, culminant dans la sortie de l'album A Tribute to Lara Croft. Des groupes et artistes incluant Depeche Mode, Moby, Faith No More, Jimi Tenor et Apollo 440 ont donné leurs chansons pour l'album. En conjonction avec la sortie de l'adaptation cinématographique de 2001, Eidos a autorisé une publicité pour l'internat Gordonstoun sans frais supplémentaires. L'école a contacté Eidos pour parler du fait d'utiliser le personnage. Eidos a autorisé l'utilisation de la licence car Core Design avait inclus Gordonstoun dans la biographie fictive de Lara Croft sans leur permission,. Vers la fin 2006, Lara Croft est devenue la porte-parole de la fondation de prévention du cancer de la peau de Minden (Nevada) dans leur programme Sun Smart Teen. La fondation avait senti que le personnage personnifiait les bénéfices d'un corps sain, et les jeunes adolescents pourraient faire le lien avec Lara Croft.
Le portrait de Lara Croft a été un modèle pour la commercialisation. Toy Biz a produit des figurines basées sur le personnage de la version du jeu,. Playmate Toys a sorti une série de figurines, présentant Lara Croft portant de différents vêtements et accessoires provenant des jeux vidéo, produisant plus tard des figurines modelées d'après Jolie dans Lara Croft : Tomb Raider,,. Le designer graphique Marc Klinnert du studio OXMOX a sorti des kits de maquettes du personnage, d'une échelle 1⁄6, et a produit plus tard un modèle de taille réelle. Arcade: The Videogame Magazine et PlayStation Magazine ont produit des statues grandeur nature de Lara Croft comme prix de concours,. Stimulés par une rumeur selon laquelle Eidos distribuait des autographes de Lara Croft, des fans ont écrit à la compagnie pour les obtenir. La compagnie a rapidement produit des cartes autographiées pour satisfaire la demande. Des thèmes et des fonds d'écran du jeu Tomb Raider : Underworld montrant le personnage ont été publiés pour la PlayStation 3. Eidos a sorti une série de vêtements et accessoires, sous le label Lara. La ligne incluait des porte-monnaies, des montres, des peignoirs et des briquets Zippo. Des autres vêtements de tierces parties étaient des chaussures de marche, des sacs à dos, des blousons en cuir et des thermos. Le portrait de Lara Croft est également apparu sur des timbres français, des Memory Cards de PlayStation et des cartes à collectionner, faisant partie d'un jeu de cartes à collectionner,,,. En octobre 1997, Eidos a tenu une exposition artistique nommé Lara Goes Art à Hambourg, pour promouvoir Tomb Raider II. L'exposition montrait des artworks du personnage soumis par des artistes et fans. Les pièces incluaient des peintures à l'huile et à l'aérographe, des romans-photo et des vidéos des studios SZM ; le studio a produit des métrages de synthèse pour le clip vidéo de Die Ärzte et le magazine Brigitte,.

## Impact culturel

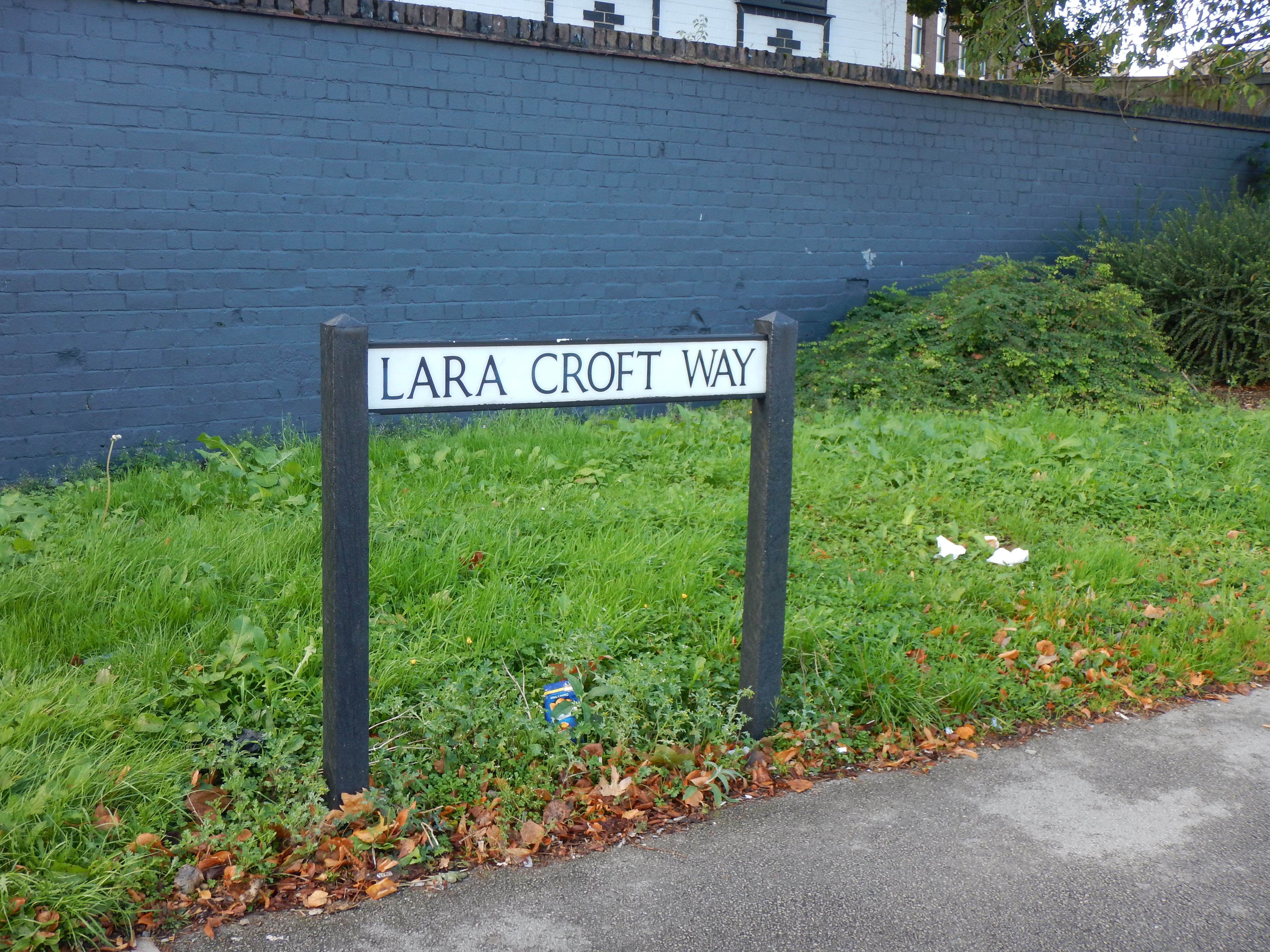
Lara Croft Way, Derby.

Les débuts de Lara Croft en 1996 sont souvent cités comme une ouverture à des femmes protagonistes dans les jeux vidéo,,. Kaiser Hwang de PlayStation Magazine a noté qu'elle avait « amené le girl power » aux jeux vidéo. IGN a argumenté que Lara Croft avait aidé à redéfinir le genre dans les jeux vidéo en donnant une interprétation différente de ce que les femmes pouvaient faire. Jeremy Smith a crédité Lara Croft en exposant les jeux Tomb Raider et les jeux vidéo en général à un public plus large. Computer and Video Games a commenté que l'apparence de Lara Croft sur la couverture de The Face avait signalé un changement dans la perception des jeux vidéo, passant de « geek » à grand public.
Yahoo! Movies et IGN ont crédité le rôle d'Angelina Jolie dans le premier film Tomb Raider en rehaussant son profil et en la propulsant au rang de star internationale, Jolie a commenté que les jeunes enfants lui demanderaient de signer sur des objets en tant que Lara Croft. Jesse Schedeen a décrit Lara Croft comme un des quelques personnages à recevoir une adaptation cinématique décente. En 2008, le premier film Tomb Raider a été le plus gros succès du box-office en tant qu'adaptation de jeu vidéo, et le film ayant la plus grande entrée de tous les temps pour un long-métrage ayant une femme pour protagoniste,. En 2010, il est devenu deuxième plus gros succès du box-office en tant qu'adaptation de jeu vidéo, avec Lara Croft: Tomb Raider, le berceau de la vie en quatrième. Le personnage est honoré à Derby, auparavant foyer de Core Design. En 2007, Radleigh Homes a placé une blue plaque pour Lara Croft sur le site des bureaux de Core Design, étant actuellement un groupe d'immeubles. Le Derby City Council a ouvert un vote public en 2009 pour nommer sa nouvelle ceinture périphérique. Le choix gagnant, avec 89 % parmi plus de 27 000 votes, a été Lara Croft Way, et a été révélé en juillet 2010,,.

### Réception

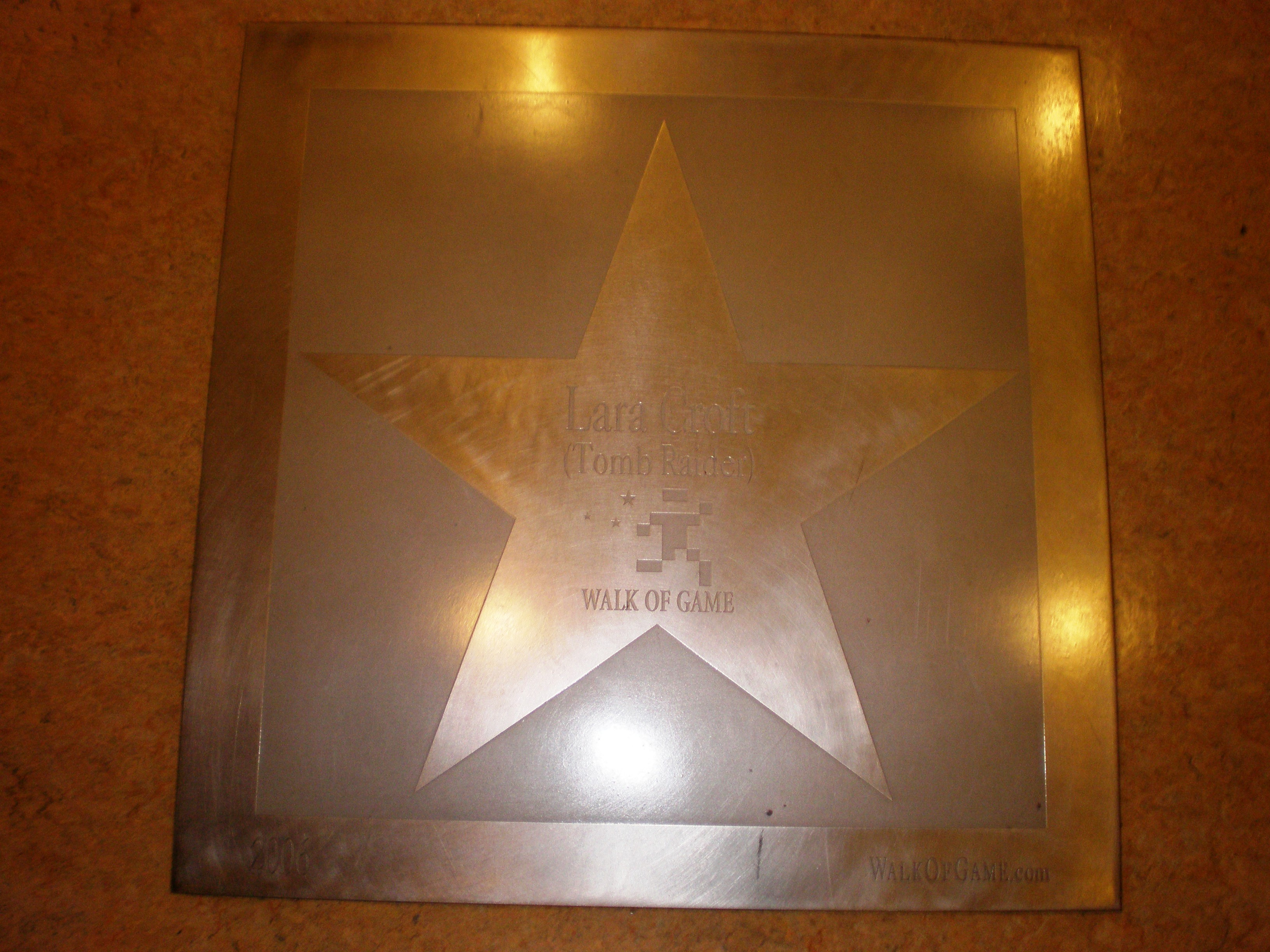
Le personnage a obtenu une étoile au Walk of Game.

Le personnage est bien accueilli dans de nombreuses publications. Lara Croft détient selon le Livre Guinness des records celui de « personnage féminin de jeux vidéo le plus reconnaissable », et reçoit une étoile sur le Walk of Game à San Francisco,. Les publications de jeux vidéo PlayStation Magazine, IGN, Edge, et PlayStation: The Official Magazine qualifient le personnage et le jeu d'icônes culturelles,,,, ; en 2014, Marcus utilise toujours le même qualificatif pour désigner Lara Croft. Quelques magazines l'utilisent également comme point de repère pour comparer les héroïnes de jeux vidéo qui lui succèdent,,. Game Informer souligne que le personnage est bien reçu dans le monde entier et particulièrement en Grande-Bretagne. Official U.S. PlayStation Magazine note que Lara Croft est l'« un des premiers héros contemporains de jeux vidéo et de films » et le magazine Play écrit de Lara qu'elle est la « première femme superstar du jeu 3D, ». L'auteur Leo Hartas considère Lara Croft comme une des femmes de jeux vidéo les plus célèbres, insistant sur son caractère indépendant. Karen Jones, de l'Official U.S. PlayStation Magazine, décrit le personnage comme « une des plus grandes stars sur la PlayStation ». En 1998, puis en 2004, PlayStation Magazine affirme que Lara Croft est l'un des personnages sur PlayStation les plus mémorables,. Selon le journaliste Chris Taylor du Time, elle est « à l'origine d'une des franchises les plus fructueuses dans l'histoire des jeux vidéo ».
Le Dr Mark Griffiths, psychologue et professeur de l'université de Nottingham Trent, décrit Lara Croft comme une tabula rasa psychologique. Richard Rouse III, directeur concepteur de jeu de Midway Games, attribue l'attirance du personnage à l'absence d'une personnalité définie qui permet au joueur de s'identifier à elle. Jonathan Smith affirme qu'une personnalité minime permet aux joueurs d'entretenir une relation avec le personnage. Burton ajoute que Lara Croft est perçue différemment à travers le monde : les Français sont plus attirés par son sex appeal alors que les Allemands et les Britanniques aiment respectivement son agressivité et sa réserve.
Après la sortie de Tomb Raider, des fansites dédiés à Lara Croft apparaissent sur internet dans quelques langues. Plus de cent sites de ce genre existent vers la fin 1998. Les sites Internet contiennent des images de Lara Croft, officielles ou provenant de fans, des photographies de ses incarnations et des fanfictions avec le personnage en protagoniste. En 2000, le moteur de recherche HotBot recense environ 4 700 pages si l'on effectue une recherche du nom du personnage. Les fans collectent également des produits et gadgets, soumettent des fan art à des magazines de jeux vidéo, participent à des cosplay Lara Croft et obtiennent des tatouages représentant le personnage,,. Un admirateur, Niels Berhdsen, parcourt plus de 500 miles (800 km) en moto d'Amsterdam jusqu'à Derby en portant les vêtements de la marque de Lara Croft pour rencontrer les développeurs qui saluent sa performance après avoir pris connaissance du voyage.
L'introduction de Lara Croft dans le premier Tomb Raider suscite des éloges très variés. Rob Smith, rédacteur en chef de PlayStation: The Official Magazine, sent qu'elle va devenir une icône de jeux vidéo pour cette génération. Hartas attribue le succès du personnage à son arrivée « fraîche et inattendue » dans un « marché surmené », un sentiment partagé par Adrian Smith. Computer and Video Games note que les débuts de Lara Croft « ont séduit le monde avec son attitude courageuse et son image de fille dure ». Sandy Sprangler, infographiste, décrit Lara Croft comme un personnage extrêmement couronné de succès, qui a « brisé le moule ». IGN met la hausse des ventes de PlayStation au crédit des débuts de Lara Croft et PlayStation Magazine attribue le succès du premier titre au personnage. Official U.S. PlayStation Magazine affirme d'autre part que le succès de la version PlayStation de Tomb Raider propulse le personnage vers la célébrité, faisant d'elle une mascotte pour ce système. Par ailleurs, le magazine estime que l'article consacré au personnage dans le Financial Times marque les débuts de l'attention que va porter le grand public à Lara Croft.
Néanmoins, au fur et à mesure des années, la notoriété de Lara Croft décline, déclin attribué, selon le Game Informer, aux mauvaises suites du jeu vidéo et au pauvre accueil du second film. Le magazine cite L'Ange des Ténèbres comme le jeu ayant le moins développé la personnalité de l'héroïne, précisant que Lara Croft perd sa « mysticité » dès le marchandisage développé par la franchise autour des jeux vidéo,. Colin Moriarty, rédacteur d'IGN, affirme qu'alors qu'elle était à l'origine un personnage féminin intelligent et fort, la vente des jeux avait chuté lorsque Lara Croft devenait peu à peu une poupée gonflable virtuelle. Computer and Video Games sent que le personnage commence à être « vieux et fatigué » dans La Révélation Finale. En décrivant l'accueil de L'Ange des Ténèbres, le magazine déclare que « la reine est morte ». Le critique de PlayStation Magazine Ryn Rayhill constate que la mauvaise série de suites a relégué le personnage à l'état de « perdant ».
Dans Legend, l'interprétation de Lara Croft par Crystal Dynamics recueille des éloges ; beaucoup de publications décrivent le personnage comme un recommencement plein de succès. Game Informer nomme Lara Croft sixième du top des héros de jeux vidéo de 2006, citant sa reprise fructueuse dans sa popularité, et nomme Legend comme faisant partie des cinquante meilleurs jeux vidéo de 2006. Le magazine cite les changements sur le personnage comme la raison de son succès renaissant,. Chris Slate, rédacteur de PlayStation Magazine, loue les changements effectués sur le personnage dans Legend, précisant que « Lara est finalement de retour ». Il félicite également la décision d'Eidos de changer de développeurs et les contributions de Crystal Dynamics, spécialement pour le nouveau gameplay et l'apparence du personnage. Dana Jongewaard, chef d'édition de l'Official U.S. PlayStation Magazine, désapprouve ce changement, affirmant que le manque de sophistication de ses vêtements la font ressembler à une « traînée de 15 ans » des années 1990. Les fans expriment leur colère sur des forums d'Internet concernant le changement de la tresse. Patrick Shaw, chef d'édition de GamePro, note les changements comme le sixième pire changement de style sur un personnage de jeux vidéo. Schedeen sent que le recommencement a joué sur le regain de la popularité du personnage et le liste comme deuxième personnage de jeux vidéo le plus surfait.

### Sex-symbol
Lara Croft devient un sex-symbol du jeu vidéo en dépit des intentions premières de Toby Gard qui voulait créer un personnage sexy « uniquement à cause de sa puissance ». Kristina Dell, rédactrice de Time, la considère comme le premier sex symbol des jeux vidéo. Jesse Schedeen, pigiste d'IGN, la rejoint en affirmant que Lara Croft est une des premières héroïnes du jeu vidéo à devenir un sex-symbol auprès du grand public. Robert Ashley, de l'Official U.S. PlayStation Magazine, dit de Lara Croft qu'elle peut être considérée comme le premier personnage de jeux vidéo ouvertement sexy, précurseur personnages 3D similaires. Les publications Play, GameTrailers, et PlayStation Magazine relèvent que l'imposante poitrine du personnage est un de ses attributs les plus connus,,,[réf. à confirmer]. Après avoir interviewé des joueurs en 1998, le Dr Mark Griffiths, psychologue et professeur de l'université de Nottingham Trent, précise qu'ils parlent régulièrement de la poitrine de Lara Croft lorsqu'ils la mentionnent. En 2008, le personnage est classé respectivement premier et deuxième de deux classements d'UGO Networks des vidéos les plus « hot » de personnages de jeux vidéo,. La même année, GameDaily place Lara Croft première d'une liste similaire et PlayStation : The Official Magazine lui décerne le titre de Game Babe de l'année. Lara Croft apparaît dans quelques numéros de Play et de PlayStation Magazine consacrés aux personnages féminins de jeux vidéo,,,,.

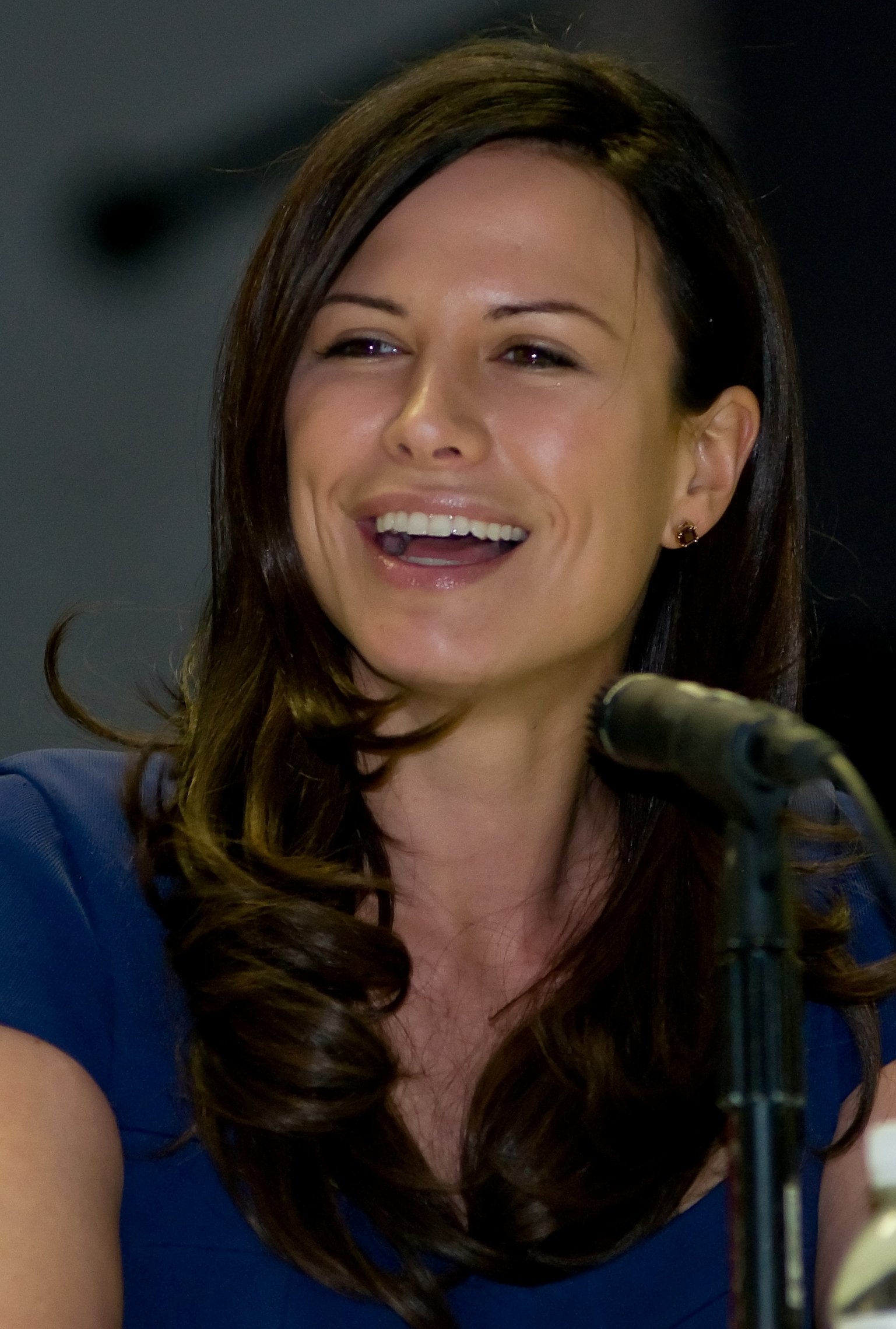
Rhona Mitra, une des incarnations de Lara Croft, possède les mêmes mensurations que le personnage : 85-60-90.

Des portraits représentent l'héroïne partiellement nue, en bikini ou dans des robes de cocktail révélatrices,. Le directeur créatif de Tomb Raider : Underworld, Eric Lindstrom, critique de telles poses du personnage : celles-ci entrent en conflit avec son caractère et il estime que les fans préfèrent la voir habillée de façon habituelle plutôt que provocatrice. L'équipe de PlayStation Magazine le rejoint, estimant qu'un usage plus judicieux du sex appeal du personnage plaît davantage aux fans. Par ailleurs, des joueurs prennent pour habitude de déplacer Lara Croft de façon à provoquer des plans rapprochés sur sa poitrine. De la pornographie mettant en scène le personnage apparaît également sur internet,,. Dans la même veine, après la sortie du premier jeu, des rumeurs courent sur un code permettant d'enlever les vêtements du personnage. Malgré les dénégations de Core Design, la rumeur persiste, alimentée par des images retouchées qui présentent l'héroïne nue,. La rumeur court toujours lorsque Tomb Raider: Legend sort,,. Pour aller dans ce sens, des fans développent des patchs pour supprimer les vêtements de Lara Croft dans la version PC de Tomb Raider,,,. De son côté, lors d'un Poisson d'Avril, PlayStation Magazine publie une parodie sur Lara Croft et le fameux code, présentant une certaine Valkyrie Wilde, portant uniquement des holsters et une ceinture et se référant à Nude Raider, parodie érotique de Tomb Raider.
Zoe Flowers, rédactrice de 1UP.com, décrit Lara Croft comme la personnification d'un « choc des cultures à propos du genre, de la sexualité, de l'empowerment, et de l'objectivation ». Le journal Leonardo relève quelques réactions négatives de la part des féministes quant à son apparence ; elle constituerait un « Frankenstein féminin » qui renforce les idéaux irréalistes sur le corps des femmes. Germaine Greer, féministe australienne, critique le personnage qu'elle présente comme l'incarnation de certains fantasmes, l'évoquant sous le nom de « sergent-major au T-shirt gonflé par des ballons ». L'équipe de PlayStation Magazine admet quant à elle que si Lara Croft peut être vue comme un modèle de l'émancipation féminine, il reste néanmoins qu'elle évoque fortement un fantasme d'adolescents ; plus tard, les mêmes précisent que le personnage est visiblement destiné à un public masculin. Ils critiquent également les tentatives hypocrites de Core Design pour diminuer le sex appeal du personnage dans ses apparitions en public alors que des publicités utilisant son apparence sont diffusées en parallèle. Heather Gibson[Qui ?], graphiste, attribue la sexualisation de Lara Croft au département marketing d'Eidos.
Dans Lara Croft: The Art of Virtual Seduction, Mark Cohen attribue l'érotisme de Lara Croft à son apparence et à un instinct protecteur masculin. Oscar Holzberg y décrit ce comportement protecteur comme résultat de l'opportunité d'agir comme un héros dans des mondes virtuels mêlée à la peur de l'émancipation de femmes puissantes. Jonathan Smith, rédacteur d'Arcade, note d'une façon similaire que les joueurs masculins se voient souvent comme des « protecteurs chevaleresques » lorsqu'ils endossent ce personnage. Holzberg affirme également que le pauvre investissement psychologique inhérent aux personnages virtuels est plus aisé pour les hommes. Par ailleurs, Cohen indique que malgré l'attirance flagrante des hommes, Lara Croft conserve une audience féminine sérieuse. Eidos estime en 2000 que 20 à 25 % des achats du jeu Tomb Raider sont effectués par des femmes. Par ailleurs, Jeremy Smith soutient que Tomb Raider attire plus de joueuses dans le jeu vidéo, spécialement au Japon. Il pense que Lara Croft n'aliène pas la prospective de joueuses qui voient en elle une héroïne émancipée et non un simple personnage attirant,. Selon Adrian Smith, un des producteurs de Core Design, le personnage est également populaire avec un jeune public qui ne la voit pas forcément d'une façon sexuelle. Pour Cohen, Lara Croft diffère des autres personnages érotiques et attirants parce que Tomb Raider contient des actions riches, des graphismes impressionnants et des puzzles intelligents ; pour lui, les personnages similaires n'ont pas de succès à cause du contenu bâclé de leur jeu. Amy Hennig, directrice créative chez Naughty Dog et Griffiths établissent des affirmations similaires,. Justin Towell, rédacteur de GamesRadar+, nuance ces avis : il ne pourrait pas imaginer un jeu Tomb Raider sans un protagoniste féminin sexualisé.
Griffiths décrit Lara Croft comme étant une figure féminine imparfaite. Ainsi, trop de femmes la voient comme une « héroïne de fiction grossièrement réalisée par des hommes ». Les femmes de l'industrie du jeu vidéo décrivent le personnage comme ayant une influence à la fois positive et négative. Ainsi, Ismini Boinodiris Roby de WomenGamers pense que Lara Croft n'avait pas une influence sexiste en 1996 car il y avait un manque de protagonistes féminins à l'époque ; l'apparence sur-sexualisée avait peu d'importance car le personnage était une « bouffée d'air frais ». Cependant, pour elle, en même temps que les proportions de Lara Croft deviennent plus réalistes, sa personnalité devient quelconque afin d'attirer l'audience masculine avant tout. Pour Tracy Whitelaw, représentant en relations publiques de LesbianGamers.com, l'héroïne est une « dichotomie » : si elle est bien une « idéalisation » d'un « corps irréalisable », elle reste un grand pas dans la propagation des personnages principaux féminins dans les jeux vidéo.